# Chiesa di San Francesco (Cortona)
La chiesa di San Francesco è un edificio sacro che si trova in via Berrettini a Cortona, in provincia di Arezzo e diocesi di Arezzo-Cortona-Sansepolcro.

## Storia e descrizione
Costruita su una grande terrazza artificiale probabilmente romana, la chiesa fu iniziata nel 1246 su terreni donati dal Comune di Cortona a Frate Elia, che fu probabilmente anche il progettista della chiesa, già officiata nel 1254 ma consacrata solo nel 1374, come si legge sulla lapide in facciata.
La facciata conserva il portale a sesto acuto strombato, con tre colonnette nello sguancio, e l'imposta di un grande occhio. Nell'abside sono visibili i profili delle bifore gotiche parzialmente murate. Sul lato sinistro è visibile l'ala orientale del chiostro dove si aprono due bifore, oggi murate, e una porta a sesto acuto, relative alla sala capitolare.

### Interno
L'interno, a navata unica con copertura a capriate, con tre cappelle terminali voltate a crociera, di cui la centrale più alta, è tipico delle chiese francescane.
La chiesa subì nel tardo Cinquecento la trasformazione tipica della Controriforma consistente nella cancellazione degli affreschi al fine di ottenere uno spazio più austero e nell'aggiunta, a partire dalla fine del XVI secolo, di grandi e monumentali altari laterali di grande pregio formale. 
Al primo altare destro, il San Francesco davanti al Sultano, di Niccolò Monti (1842), al secondo L'Incontro di San Gioacchino e Sant'Anna alla Porta Aurea, di Orazio Fidani (1645), al terzo l'Immacolata Concezione con San Cristoforo, San Ludovico Re, Santa Cecilia e Santa Caterina, di Andrea Commodi (1609), al quarto il Sant'Antonio da Padova e il miracolo della mula del Cigoli, databile al 1597, ed al quinto la tela con la Madonna in gloria col Bambino e i santi Francesco, Margherita da Cortona e Nicola di Bari, di Francesco Rustici, datata 1625 in un'iscrizione.

Nella cappella a destra della maggiore è il Monumento funebre di Ranieri Ubertini, primo vescovo della diocesi di Cortona, morto nel 1348, opera di Angelo e Francesco di Pietro, del 1360. Alla parete sinistra è la Vergine in gloria con San Luigi, San Ludovico, Santa Margherita da Cortona e Beato Guido da Cortona, di Ciro Ferri (1657).
Il Presbiterio è occupato dall'alto e pregevole Tabernacolo dell'Altare Maggiore, opera di Bernardino Radi del 1619, dietro il quale si può ammirare, salendo delle scale, il Reliquiario della Croce Santa, opera risalente al X secolo, donato a frate Elia nel 1244 dall'Imperatore di Nicea Giovanni III per custodire un frammento della Santa Croce portato a Cortona da Costantinopoli dal francescano, successore di Francesco alla guida dei Frati Francescani Conventuali.
Alla parete sinistra sono, al quarto altare l'Annunciazione di Pietro da Cortona dipinta nel 1669 per Antonio Alfieri nobiluomo cortonese, al terzo il Martirio di Santa Lucia di Matteo Bonechi (1730) , al secondo un affresco di Mino del Pellicciaio (XIV secolo) ed al primo la Natività di Raffaello Vanni.
Nel convento dei frati francescani conventuali, custodi della chiesa, vengono accuratamente conservate le reliquie di san Francesco d'Assisi, ovvero un saio, un cuscino finemente ricamato, donato al santo da Giacoma de Settesoli (nobile patrizia signora di Marino, che Francesco amava chiamare Iacopa), dove il poverello morente posò il capo, e un evangelario.